# 梅森城 (艾奥瓦州)
梅森城（Mason City）是美国艾奥瓦州塞罗戈多县的城市和县城。 2010年美国人口普查中的人口为28079人，少于2000年人口普查的29172人。梅森城小都会统计区包括塞罗戈多县和沃思县的全部。 梅森城通常被称为“河城”，因为城市以温尼贝戈河为中心扩张。